# الأمازيغ في ليبيا

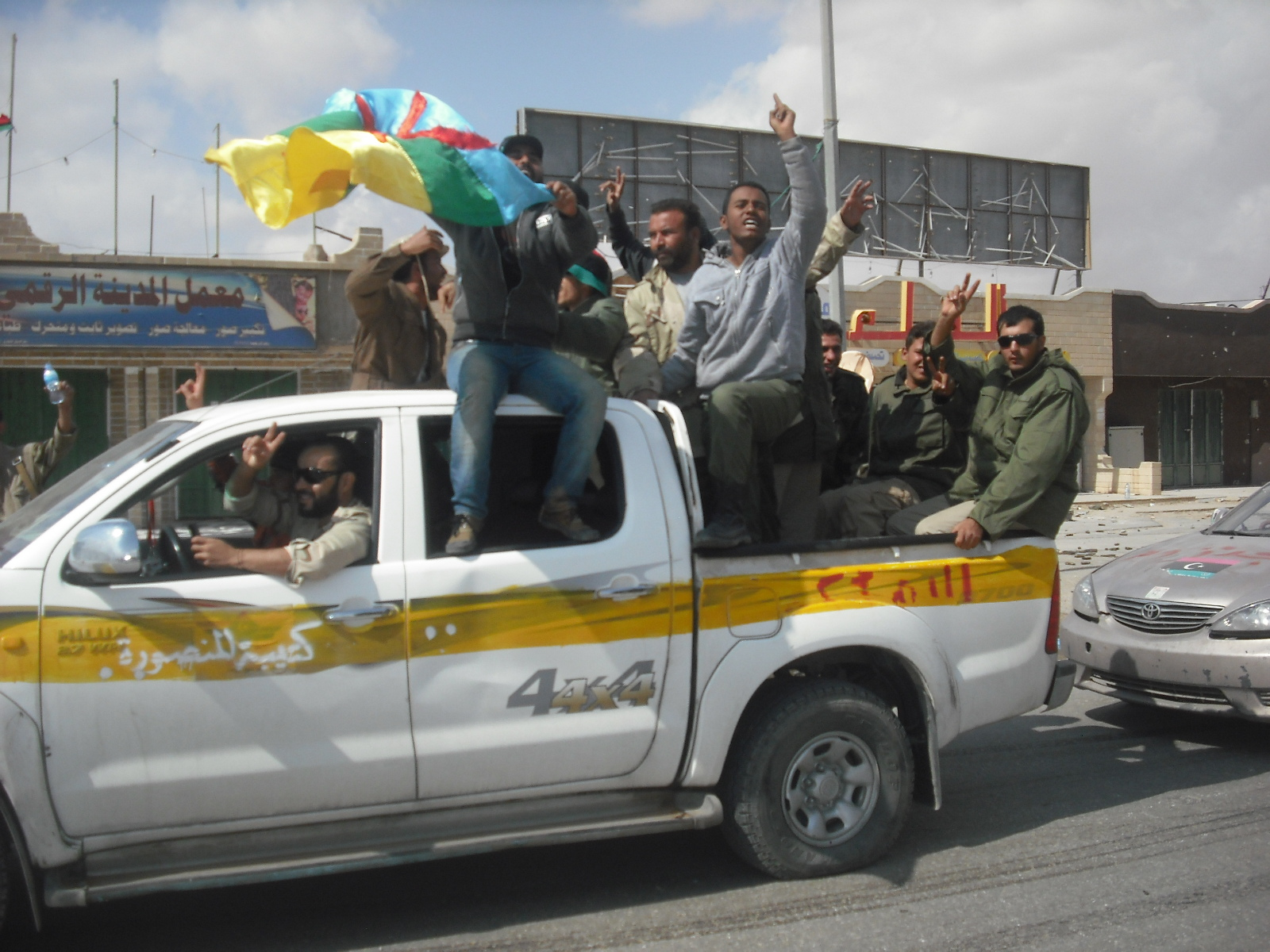
أمازيغ ليبيون يحتفلون بانتصار ثورة 17 فبراير رافعين العلم الأمازيغي.

يرجع الوجود الأمازيغي في ليبيا إلى الألف الرابع قبل الميلاد وكانت أول إشارة للوجود الأمازيغي في ليبيا ابان العهد الفرعوني المبكر فقد تمت الإشارة إلى القبائل التي تقطن إلى الغرب من وادي النيل بالمشواش والليبو وكذلك عرف سكان أوجلة بالناسومسيين وكذلك اعتلى شيشنق ذو الأصول البربرية الليبية  عرش مصر مكونا الاسرة الثالثة والعشرين [مصدر هامشي غير موثوق]
ومنذ حوالي 4000 قبل الميلاد. يمكن تحديد الثقافات التي يتم تناولها اليوم على أنهم هم اليبيين أو أسلافهم والتي لطالما تمت الإشارة إليها على أنهم هم البربر. ومع ذلك، لا يعتبر هذا مؤكدًا، ولهذا السبب يفضل العديد من المؤلفين المصطلح القديم «الليبيين». فسكان غربي مصر الذين كانوا يقطنون على حدودها ليسوا من سلالة واحدة، بل إن أجناسهم وقبائلهم كانت تؤلف من سلالات مختلفة، ومن ثم يظهر لنا السبب في صعوبة البحث في تاريخ هؤلاء القوم في عصر ما قبل التاريخ بل في عصر التاريخ أيضًا_ وتدل المصادر المصرية التي في متناولنا حتى الآن على أن مجموعات السلالات الرئيسية التي يتألف منها قوم اللوبيين «الليبيين» تُنسب إلى أربع سلالات وهي: التحنو والتمحووالمشوش ثم السلالات اللوبية  والبربر من الجبارين وكانت منازلهم على أيادي الدهر فلسطين  وقال ابن الأثير وعمليق هو أبو العماليق ومنهم كانت الجبابرة بالشام الذين يُقال لهم الكنعانيون  وقد ذكر المؤرخ أبو جرير الطبري (المتوفى عام 310ه‍/922م) أن «الكنعانيين هم من العرب البائدة، وأنهم يرجعون بأنسابهم إلى العمالقة». وقال ابن خلدون عن الكنعانيين آخذا عن الطبري: «...وأما الكنعانيون هم من العمالقة، كانوا قد انتشروا ببلاد الشام وملكوها». وقال أيضاً: «أول ملك كان للعرب في الشام فيما علمناه للعمالقة». وقال أيضاً: «وكانت طَسْم والعماليق وأُميم وجاسم يتكلمون بالعربية». فعلماء ونسابة البربر منذُ أكثر من ألف وأربعمائة سنة وفي كل العصور التي تلت ذلك يذكرون ويُجمعون على " أن مازيغ هو أحد أولاد كنعان. وقد أخرجهم من منطقة ظفار في وسط اليمن الملك شمر الأملوك بن الحارث الرائش في أواسط القرن الخامس عشر قبل الميلاد. فاستقروا بفلسطين والشام، وقد دلت الدراسات على أنه -وكما جاء في كتاب أطلس التاريخ _" أن قبائل من كنعان جاءت من جنوب الجزيرة العربية إلى الشام في القرن الخامس عشر قبل الميلاد، ومنهم الكنعانيون  وفضلاَ عن ذلك فقد خرجت في حدود سنة 1095 قبل الميلاد هجرة من الكنعانيين الساكنين في فلسطين متوجهة إلى بلاد المغرب،(يعني شمال أفريقيا) وذلك بعد أن قتل ملك الكنعانيين (جالوت)، فخرجت بقاياهم إلى مصر، ولكنهم مُنعوا من دخولها، فتوجهوا إلى بلاد المغرب، في حين ذهبت جماعة أخرى منهم إلى (فينيقيا) ومنها قد أبحروا إلى سواحل المغرب 

## سبب انتقال البربر إلى شمال أفريقيا
وسبب انتقالهم منها إلى برقة وأرض المغرب- على ما ذكره المؤرخون - أن بني إسرائيل من بعد عهد موسى، ضعف أمرهم عن القتال وقويت عليهم شوكة البربر، فلم يزل أمر بني إسرائيل في إدبار، وأمر البربر في إقبال، حتى تنبأ أشمويل،_ وأمرهم بالتأهب لقتال البربر، فتأهب معه لقتالهم من بني إسرائيل ثلاثون ألف شاب وخرجوا لذلك، فلما التقى الجمعان: جمعُ البربر وعليهم جالوت، وجمع بني إسرائيل وملكهم طالوت، - "وكان فيهم ملوك الخلافة، كل ملك يسمونه جالوت، كما سميت الفرس ملوكهم الأكاسرة والروم القياصرة والعرب الأقيال وحمير" وَقَتَلَ دَاوُودُ جَالُوتَ، واستولى طالوت على عسكره وأمواله. ولما أفضى الملك لداوود  حوالي أعوام (1011 ق.م. - 971 ق.م.) واستولى على أرض فلسطين، ولما استولى عليها وتنبأ أوحى الله إليه: يا داود أن أخرج البربر من أرضك فإنهم خبث الأرض، فأخرجهم من فلسطين وبعث بهم من قطع بهم النيل متوجهين إلى أرض المغرب. (يعني شمال أفريقيا)
قال: وكان البربر بفلسطين، وكان ملكهم جالوت؛ فلما قتله داوود خرج البربر متوجّهين إلى المغرب؛ حتى انتهوا إلى لوبية ومراقية- وهما كورتان من كور مصر الغربيّة مما يشرب من السماء، ولا ينالها النيل- فتفرّقوا هنالك؛ فتقدّمت زناتة ومغلية إلى المغرب، وسكنوا الجبال، وتقدّمت لواتة فسكنت أرض أنطابلس؛ وهي برقة؛ وتفرّقت في هذا المغرب، وانتشروا فيه حتى بلغوا السّوس، ونزلت هوّارة مدينة لبدة، ونزلت نفوسة إلى مدينة سبرت،
وقد ذكر هيرودوت أثناء زيارته ليبيا في القرن الرابع قبل الميلاد الأواجلة والطوارق والجرمنت.
بعد وصول الفتوحات الإسلامية لليبيا اعتنق أغلب الأمازيغ في ليبيا الدين الإسلامي وناصروه وبدأت التركيبة الديمغرافية لليبيا بالتغير خلال القرن التاسع الميلادي مع وصول بني هلال وبني سليم مع الدولة الفاطمية. [بحاجة لمصدر] [مصدر هامشي غير موثوق]

## ديانة البربر قبل الفتوحات الإسلامية
وكانت ديانتهم قبل الإسلام المجوسية، وكانوا في بعض الأحيان يدينون بدين من غلب عليهم من الأمم، فإن الأمم أهل الدول العظيمة كانوا يتغلبون عليهم مثل حمير أبي القبائل اليمنية، وإفريقش ابن صيفي من التبابعة، والفنيقيين وغيرهم، فكان البربر في عهود هؤلاء المتغلبين يدينون بدينهم. وبعد ظهور المسيحية. وفي حوالي 576 للميلاد نجح البيزنطيون في قلب عقيدة الكثير منهم، وأصبحوا مسيحيين.

## البربرفي عهد الفتوحات الإسلامية
وعندما جاء الإسلام، وحد كلمة البربر عليه، ومن ثم معه، واخذ من العرب الفاتحين أكثر من خمسة وستين عاماً لنشر عقيدته بين البربر وتستوطن تعاليمه في أراضيهم رغم انهم ثاروا وارتدوا عن الإسلام اثنتى عشرة مرة. وبعدما استقر الإسلام برزت من بين البربر المسلمين شخصيات تاريخية وكذلك دول
فسار عمرو بن العاص في الخيل حتى قدم برقة؛ فصالح أهلها على ثلاثة عشر ألف دينار يؤدّونها إليه جزية، على أن يبيعوا من أحبّوا من أبنائهم في جزيتهم).
و قال: كتب عمرو بن العاص على لواتة من البربر في شرطه عليهم أن عليكم أن تبيعوا أبناءكم وبناتكم فيما عليكم من الجزية.
ولم فتح عمرو بن العاص طرابلس كتب إلى عمر بن الخطاب يستأذنه في التوغل في إفريقية كتاباً نصه: (إن الله  قد فتح علينا أطرابلس وليس بينها وبين إفريقية إلا تسعة أيام، فإن رأى أمير المؤمنين أن يغزوها ويفتحها الله على يديه فعل).
فكتب إليه عمر بن الخطاب: (لا، إنها ليست بإفريقية، ولكنها المفرقة، غادرة مغدور بها، لا يغزوها أحد ما بقيتُ) فرجع عمرو بن العاص إلى المشرق وكانت إفريقية كلما غادرها الفاتحون إلى المشرق أرتدت عن الأسلام.
ونقل ابن خلدون عن ابن أبي زيد أن البربر ارتدوا بإفريقية اثنتي عشرة مرة من طرابلس إلى طنجة، وزحفوا في كلها على المسلمين ولم يثبت إسلامهم إلا في أيام موسى بن نصير. ولما جاز إلى الأندلس إخذ معه بعضآ من رجالاتهم ليجاهدوا معه واستقروا هناك، فاستقر الإسلام بالمغرب العربي يعني شمال أفريقيا، وأذعن البربر لحكمه، ورسخت فيهم كلمة الإسلام وتناسوا الردة. ثم سرت فيهم دعوة الخارجية ممن قدموا من العرق، ووجدت من عامتهم صفاء فاعتنقوها وتعددت طوائفهم فيها وتشعبت طرقها إلى أن رسخت فيهم، وتطاولت نفوسهم إلى الفتك بالعرب فقتلوا يزيد بن مسلم سنة 102 للهجرة 

## التركيبة القبلية للبربر الأمازيغ

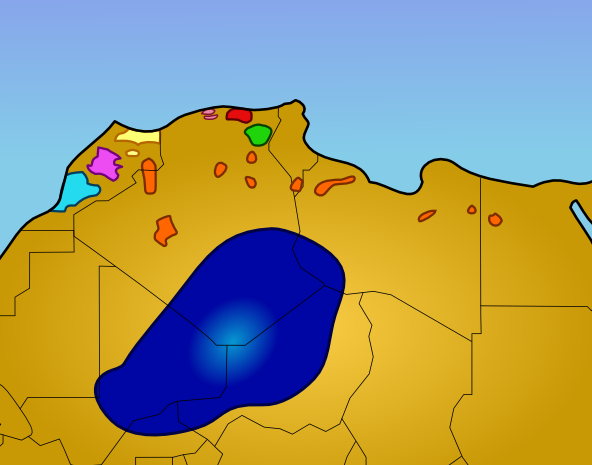
خريطة تبين توزيع الأمازيغ في ليبيا اللون الأزرق يبين الطوارق والبرتقالي الأواجلة والجبالية

يتكون الأمازيغ في ليبيا بشكل رئيسي من فرعين رئيسيين وهما: برانس ومادغيس وقد عدد قبائلهم ابن حزم الأندلسي في كتاب جمهرة الأنساب وابن خلدون في كتاب العبر[ ؟ ]
وإذا رجعنا إلى ابن خلدون فهو يقول عن البربر:
«وأما شعوب هذا الجيل وبطونهم فإن علماء النسب متفقون على أنهم يجمعهم جذمان عظيمان وهما برنس وماذغيس. ويلقب ماذغيس بالأبتر فلذلك يقال لشعوبه البتر ويقال لشعوب برنس البرانس»
وقال هانئ بن بكور الضريسي وسابق بن سليمان المطماطي وكهلان بن أبي لؤي وأيوب بن أبي يزيد وغيرهم من نسابة البربر فرقتان كما قدمناه وهما البرانس والبتر، والبترمن ولد بر بن قيس بن عيلان، والبرانس بنو بربر سحو بن ابزج بن جمواح بن ويل بن شراط بن ناح بن دويم بن داح بن ماريغ بن كنعان بن حام.
ومن أهم قبائلهم التي ذكروها هي قبيلة هوارة ومنها قبيلة مجريس وغريان ومصراتة وتاورغاء ومسلاتة وزناتة ويذكر ابن خلدون أربع بطون لهم وهي (مغراوة، بني يفرن، بني برنيان، بني واسين (في تاغرمين بالزنتان)) وهم نازحون من ساحل طرابلس التي كانوا يحكمونها بعد حربهم مع البدو من بني هلال وبني سليم القادمين من صعيد مصر 1007م، وكانوا حين ذاك بقيادة أبوزيد الهلالي، وكان يقود قبيلة زناتة[ ؟ ] خليفة الزنتاتي وتشتت شمل الزناتة في كل مناطق ليبيا وشمال أفريقيا بعد هزيمتهم، أولاد خليفة الزناتي هم مؤسسي الزنتان، وأول ما بنوه هو بلدة تاغرمين القديمة التي تقع شرق الزنتان والمبنية على النمط المعماري الأمازيغي المنتشر في سلسلة جبال نفوسة وعند قدوم البدو ظلوا متحولقين حول البلدة ففرض على التاغرمينيين نمط الحياة البدوي ليتمكنوا من مجاراة البدو إلى أن اختلطوا ببعضهم البعض مع مرور الزمن وتحول اسم تاغرمين القديم إلى الزنتان الحالية.[معلومة أم رأي؟][رأي شخصي؟][مصدر هامشي غير موثوق][بحاجة لمصدر]

## القبائل العربية وقبائل البربر
وصل العرب في طلائع الفتح الإسلامي لبلاد المغرب، واستقر بعض منهم في إقليم برقة. سواء اكانوا من العرب القيسية أو اليمنية  فقد سكنت قبائل بلى وجهينة وبني مدلج الرمادة، في حين سكن الأزد ولخم وجذام جبل شرق برقة  إلى جانب عدى وصدف  وسكن الجبل الغربي في إقليم برقة غسان وجذام والأزد وتجيب. كما قطنت إقليم برقة قبيلة بني قرة من بني هلال بن عامر بن صعصعة من العدنانية من بلاد أخميم بصعيد مصر  ويرجع نسب بنو سليم إلى سليم بن منصور بن قيس بن عيلان بن مضر بن نزار بن معد بن عدنان، أي من العرب العدنانية  أو ما يعرف بالعرب القيسية  ورئاستهم في الجاهلية لبني الشريد بن خفاف بن بهثة بن سليم، والتحق بنو سليم بالدعوة الإسلامية مع النبي محمد يوم فتح مكة، وقدم لوائهم على أولوية القبائل. وكانت مواطنهم موزعة على بعض الأماكن مثل حرة بني سليم وحرة النار بالقرب من تيماء وعالية نجد بالقرب من خيبر، وبين وادي القرى وتيماء. ثم تحولوا إلى مصر وإفريقية، ولم يبق لهم عدد ولا بقية ببلادهم وصار لهم بإفريقية عدد عظيم، فمنهم بها:  بنو الشريد، لهم صولة وشوكة، وبنو زغب بن مالك بن بهثة، كانوا بين الحرمين فصاروا إلى إفريقية في جوار إخوانهم بني دباب بن مالك ثم صاروا في جوار بني هيب.ومن بني سليم بنو دباب بن مالك: ينزلون ما بين قابس وبرقة وهم ببرقة بجوار هيب ومنهم بنو سليمان بن دباب في جهة فزان وودان، ورؤساء دباب الآن مابين طرابلس وقابس وبينهم بنو صابر والمحامد بنواحي فاس وبينهم في بني رحاب بن محمود.وبنو هيب بن بهثة إخوة عوف بن بهثة مابين السدرة من برقة إلى حدود إسكندرية، وبنو أحمد منهم بأجدابية لهم عدد ويرجعون إلى شماخ، ولها العز في هيب. ومن هيب سمال ومحارب ورياستهما في عزاز، ولهيب في سليم عزة لا ستيلالها على إقليم طويل خربت مدنه وصارت ولايته لأشياخهم، وتحت أيديهم خلق كثير من البربر، وفيهم طائفة الأبطال الأنجاد، والإمارة فيهم. وشكلت قبائل بني سليم جزء من المجتمع في إقليم برقة  ونجد معظمهم سرعان ما اندمجوا في القبائل العربية وانتسبوا إليها حتى صاروا عرباً خلصاً وتركت قبائل البربر عاداتهم القديمة، وزالت الفروق بينهم في اللباس والماكل والتقاليد، وانحصر اللسان البربرى في دائرة ضيقة في بعض الوحات مثل أوجلة، ومرادة  وهو ما جعل ابن خلدون يصفهم قائلآ:
((... صاروا في عداد الناجعة من عرب بنى سليم في اللغة والزى وسكنى الخيام وركوب الخيل، وكسب الإبل، وممارسة الحروب وإيلاف الرحلتين في الصيف، والشتاء...)) 
كما أن قبائل بني سليم لم تدع أي نسب لها. وإدعاء النسب هنا ليس مجرد تجميل للواجهة الاجتماعية بل كثيراً ما كان هو الأخر ذريعة لطلب الحكم أو تثبيت الأقدام في مواقع السلطة. ومحاولة لاستقطاب أكبر قدر من المؤيدين والأنصار: كما أن الخروج على السلطة شعار كان يرفعه كل ثائر لتحقيق ذلك لأن الخروج كان يستهوي نفوس أهل المغرب العربي.
ولاصحة لهذا التهويل في الخراب الذي مفاده أن العرب غورت المياه، واحتطبت الشجر، ولاينفي الباحث حدوث بعض هذا التخريب الذي نتج عن كثرة عدد هؤلاء الوافدين برفقة أنعامهم وعائلاتهم، ولاشك أن مرور أعداد هائلة من الدواب ولا سيما الإبل، قد أوقع التلف بالأراضي الزراعية التي مروا بها، أما مسالة تغوير المياه وقطع الأشجار ففي هذا تناقض لما يعرفه البدوي من قيمة المياه والمراعي لحيوناته.
وقد وصف ابن خلدون خراب الأعراب أو العرب برقة أثناء حركة هذه القبائل العربية بقوله:
(وكانت بها الأمصار المستبحرة مثل لبدة وزويلة وبرقة وقصر حسان وأمثالها فعادت يباباً ومفاوز كاًن لم تكن) 
ويعاب على هذا الرأي اعتماد صاحبه على الإطناب والمبالغة في تفسير هذا الحدث، وقد تأثر بشأنه الارستقراطية في كتاباته عن الأعراب، أو أنه أراد محاباة دول الحكام التي قام بخدمتها في عصر كتابته لمؤلفاته التاريخية، كما أنه قام بتأليف كتاباته بعد حدوث هذه الهجرة بنحو ثلاثة قرون، وللأسف فإن كثيراً من المؤرخين العرب من القدامى والمحدثين قد أخذوا بآراء ابن خلدون، دون تمحيص أو تدقيق في نظرته للآثار الاقتصادية المترتبة على هذه الهجرة، كما تلقفت آراءه أقلام بعض المستشرقين من ذوي النزعة العنصرية  بقصد التحامل على العرب وعزلهم عن البربر سكان البلاد الأصليين، كما ظهر عدد من المستشرقين المنصفيين  الذين رأوا في الاعتماد على كتابات ابن خلدون حول هذه المسالة ابتعادآ عن الموضوعية التي يجب أن يتسم بها المؤرخ بسبب تأثر ابن خلدون بحياته الارستقراطية في نظرته إلى البدو، ولبعد عصر ابن خلدون عن زمن حدوث هذه النقلة، لقبائل الجزيرة العربية إلى المغرب الأدنى، كما أن المؤرخين الذين عاصروا فترة هذه الهجرة لم يشيروا إلى ما ذهب إليه ابن خلدون من أن بني هلال ومن معهم من قبائل العرب قد قاموا بإشعال النيران في المدن، وقطعوا الأشجار والغابات،_ ويرى المستشرق لاكوست (أن الرؤية التي ذهب إليها ابن خلدون هي أسطورة، ولكنها غذيت في إطار الأيديولوجية الاستعمارية، كما أنه يلقي بلومه على ما ذهب إليه بعض الدارسين في تشبيههم لدخول بني هلال إلى أفريقية بغزوات المغول لبلاد المشرق)

## أعلام الأمازيغ الليبيين
تتضمن:
- سيبتيموس سيفيروس
- شيشنق
- سمعان القيرواني
- مرقص
- أمازونيات
- سليمان الباروني
- خليفة بن عسكر
- موسى بيك قرادة
- سعيد سيفاو المحروق
- عمرو خليفة النامي